# كوفي نيميلي
كوفي نيميلي (11 ديسمبر 1992 بأكرا في غانا - ) هو لاعب كرة قدم سويسري في مركز الدفاع. شارك مع منتخب سويسرا تحت 17 سنة لكرة القدم ومنتخب سويسرا تحت 19 سنة لكرة القدم ومنتخب سويسرا تحت 20 سنة لكرة القدم. أما مع النوادي، فقد لعب مع نادي بازل ونادي لوكارنو.

## وصلات خارجية
- كوفي نيميلي على موقع الاتحاد الدولي (مؤرشف)  (الإنجليزية)
- كوفي نيميلي على موقع قاعدة بيانات كرة القدم.إي يو (الإنجليزية)
- كوفي نيميلي على موقع عالم كرة القدم.نت (الإنجليزية)